# Olga Slom
Olga Słomczyńska dite Olga Slom, née le 29 mars 1881 à Vevey où elle est morte le 29 juillet 1941, est une peintre et illustratrice française.

## Biographie
Olga Louisa Słomczyńska est la fille du peintre et graveur André Słomczyński et d'Emma Blank.
Élève de son père, dit André Slom (1844–1909), Eugène Grasset, Luc-Olivier Merson et Jean-Baptiste Duffaud, elle expose au Salon à partir de 1909, puis devient sociétaire des Artistes français.
Au Salon de 1914, elle propose L'Anse des rubis, puis travaille avec Lucien Descaves en illustrant de ses dessins diverses revues, affiches ou publications, comme les Nouvelles et contes de bêtes du docteur H. Boucher.
Pastelliste, elle aime représenter des scènes de parc, des bords de mer ou des paysages lacustres, mais réalise également des scènes d'intérieur, des portraits et des natures mortes.
Elle obtient en 1912 une mention honorable, puis en 1920, une médaille d'argent et le prix Marie-Bashkirtseff (quatre prix sont décernés au sortir de la Première Guerre mondiale, attribués également à Marthe Jouanne-Hugonet, Nelson Dias, et Charles-Louis-Eugène Signoret).
Au Salon de 1936, elle propose le Vieux Port à Marseille.
En 1938, elle obtient le prix de paysage de l'Union des femmes peintres et sculpteurs.
Résidant plusieurs années à Genève avec sa mère, elle meurt le 29 juillet 1941 à Vevey,. Sa mère Emma décède trois ans plus tard, le 25 octobre 1944 à Saint-Saphorin. Leurs corps seront rapatriés (probablement par ses sœurs L. et P.) et inhumés à Paris dans le caveau familial du Père-Lachaise le 11 septembre 1948.